# Digonogastra piliventris
Digonogastra piliventris är en stekelart som först beskrevs av Cameron 1887.  Digonogastra piliventris ingår i släktet Digonogastra och familjen bracksteklar. Inga underarter finns listade i Catalogue of Life.